# 彭店乡 (苍溪县)
彭店乡，是中华人民共和国四川省广元市苍溪县下辖的一个乡镇级行政单位。

## 行政区划
彭店乡下辖以下地区：
祥和社区、东岳村、小梁村、大垭村、清泉村、庙垭村、吴垭村、青柏村、来龙村和长星村。